# August Lindemann (Mediziner)
August Lindemann (* 22. Dezember 1880 in Essen; † 14. August 1970 in Rottach-Egern, Bayern) war ein deutscher Chirurg. Er war der erste Ordinarius in Deutschland für Zahn-, Mund- und Kieferkrankheiten.

## Leben
Christian Bruhn holte Lindemann 1920 als Chirurgen an „seine“ Westdeutsche Kieferklinik in Düsseldorf, die nach dem Ersten Weltkrieg bei weitem größte der Welt. Lindemann hatte zuvor in Essen als Oberarzt am Huyssenstift gewirkt und an der Kruppschen Zahnklinik etliche kieferverletzte Bergarbeiter operiert.
Nach seiner Habilitation wurde Lindemann im Dezember 1926 zum ersten Privatdozenten für Kiefer- und Gesichtschirurgie in Deutschland ernannt. Im August erfolgte seine Ernennung zum außerordentlichen Professor. 
Vermutlich 1933 trat Lindemann der NSDAP bei. Nach der Emeritierung von Christian Bruhn im Jahre 1934 erhielt August Lindemann am 1. Mai 1935 das erste Ordinariat in Deutschland für Kiefer- und Gesichtschirurgie. Von 1948 bis 1950 war er Rektor der Medizinischen Akademie Düsseldorf.
Während seiner 30-jährigen Tätigkeit festigte August Lindemann die weltweite Anerkennung der Westdeutschen Kieferklinik. 1950 wurde er emeritiert. Sein Nachfolger wurde Karl Häupl (1893–1960).
Lindemann war seit 1900 Mitglied der katholischen Studentenverbindung KDStV Markomannia Würzburg. Später wurde er noch Mitglied der KDStV Ripuaria Freiburg im Breisgau.

## Entwicklungen

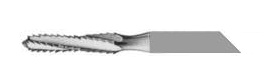
Lindemannfräse

Lindemann entwickelte eine Progenieoperation, bei der der aufsteigende Ast des Unterkiefers horizontal oberhalb des Foramen mandibulae durchtrennt und in Normalstellung fixiert wird. (Diese Operationsmethode wird auch als Operation nach Babcock, nach Lane, nach Bruhn oder nach Aleman bezeichnet.)
Lindemann entwickelte eine nach ihm benannte Fräse (Lindemannfräse), die sich zur Spitze hin verjüngt und mit Sägezacken versehen ist. Sie eignet sich zur Durchtrennung von Knochen und Zähnen und ist wohl auch heute noch die meistgebrauchte Knochenfräse in der zahnärztlichen Praxis.
Mit der Fräsung nach Lindemann mit Fetttransplantation operierte auch der deutsche, in die Türkei emigrierte vielseitige Zahnmediziner Kantorowicz in Istanbul Kiefergelenksankylosen.

## Werke
- Beitraege in allen Kapiteln in Heft I bis X in: Die gegenwaertigen Behandlungswege der Kieferschussverletzungen, Hrsg.: Christian Bruhn 1916, J.F. Bergmann, Wiesbaden
- Die Behandlung der Wunden des Mundes und des Gesichts, 1938
- Die Chirurgie des Gesichts, der Mundhöhle und der Luftwege Mit 233 Abb. im Text u. 11 farb. Tafeln, 1941
- Zur chirurgisch-plastischen Deckung der Weichteildefekte des Gesichtes  von August Lindemann und Otto Lorenz, 1949
- Die Chirurgie der Mundhöhle, der Kiefer und des Gesichtes, 1950
- Die Geschwülste der Mundhöhle, der Kiefer und des Gesichtes von August Lindemann und Otto Lorenz, 1950
- Leitfaden der Chirurgie und Orthopädie des Mundes und der Kiefer. Die Anästhesie der Zähne, des Mundes, der Kiefer und des Gesichtes von August Lindemann und Josef Gerke von Barth, 1947
- Leitfaden der Chirurgie und Orthopädie des Mundes und der Kiefer. Die Chirurgie der Mundhöhle, der Kiefer und des Gesichtes von August Lindemann und Josef Gerke von Barth, 1950
- Leitfaden der Chirurgie und Orthopädie des Mundes und der Kiefer. Die Orthopädie der Zähne, der Kiefer und des Gesichtes von August Lindemann und Josef Gerke von Barth, 1952
- Leitfaden der Chirurgie und Orthopädie des Mundes und der Kiefer. Die chirurgische Behandlung der Bewegungsstörungen der Kiefer von August Lindemann und Josef Gerke von Barth, 1953